# Afrogamasellus isthmus
Afrogamasellus isthmus är en spindeldjursart som beskrevs av Hurlbutt 1974. Afrogamasellus isthmus ingår i släktet Afrogamasellus och familjen Rhodacaridae. Inga underarter finns listade i Catalogue of Life.